# Ада (рід)
А́да (Knipolegus) — рід горобцеподібних птахів родини тиранових (Tyrannidae). Представники цього роду мешкають в Південній Америці.

## Опис
Ади досягають довжини 12,7–21 см при вазі в 13-19 г. Самці мають синє або чорне забарвлення (за винятком рудохвостого ади), а самиці переважно коричневі, нижні частини тіла у них часто поцятковані смужками. Дзьоби у ад сині або сизі, очі переважно червоні. Ади живуть в тропічних лісах, ведуть досить прихований спосіб життя.

## Таксономія і систематика
Молекулярно-генетичне дослідження, проведене Телло та іншими в 2009 році дозволило дослідникам краще зрозуміти філогенію родини тиранових. Згідно із запропонованою ними класифікацією, рід Ада (Knipolegus) належить до родини тиранових (Tyrannidae), підродини Віюдитиних (Fluvicolinae) і триби Монжитових (Xolmiini). До цієї триби систематики відносять також роди Негрито (Lessonia), Смолик (Hymenops), Дормілон (Muscisaxicola), Сатрапа (Satrapa), Монжита (Xolmis), Сивоголовий кіптявник (Cnemarchus), Гохо (Agriornis), Пепоаза (Neoxolmis) і Кіптявник (Myiotheretes).

## Види
Виділяють дванадцять видів:
- Ада сизодзьобий (Knipolegus cyanirostris)
- Ада андійський (Knipolegus signatus)
- Ада сірий (Knipolegus cabanisi)[6]
- Ада бурий (Knipolegus striaticeps)
- Ада білокрилий (Knipolegus aterrimus)
- Ада аргентинський (Knipolegus hudsoni)
- Ада рудохвостий (Knipolegus poecilurus)
- Ада береговий (Knipolegus orenocensis)
- Ада амазонійський (Knipolegus poecilocercus)
- Ада чубатий (Knipolegus lophotes)
- Ада короткочубий (Knipolegus nigerrimus)
- Ада бразильський (Knipolegus franciscanus)[7]

Сірий ада раніше вважався підвидом андійського ади, одник за результатами молекулярно-генетичного дослідження, опублікованого в 2012 році, був визнаний окремим видом Південноамериканським класифікаційним комітетом. Також окремим видом був визнаний бразильський ада, який раніше вважався підвидом білокрилого ади.
Підвиди Knipolegus orenocensis sclateri і Knipolegus aterrimus heterogyna деякими дослідниками вважаються окремими видами.

## Етимологія
Наукова назва роду Knipolegus походить від сполучення слів дав.-гр. κνιψ — комаха і λεγω — колупати.